# Station Nogent-sur-Vernisson
Station Nogent-sur-Vernisson is een spoorwegstation in de Franse gemeente Nogent-sur-Vernisson.